# Giuseppe Spina
Giuseppe Spina (Sarzana, 11 de março de 1756 - Roma, 13 de novembro de 1828) foi um cardeal italiano.

## Biografia
Nasceu em Sarzana em 11 de março de 1756. Filho único do Marquês Giovanni Francesco Spina e Eugenia Maria Spina.
Estudou na Universidade de Pisa de 1776 a 1780, obtendo o doutorado in utroque iure, direito canônico e civil, em 10 de dezembro de 1780.
Estabeleceu-se em Roma e completou sua formação jurídica com o advogado Lancellotti. Recebeu a tonsura eclesiástica em 30 de março de 1787. Ingressou na prelazia romana em 1793 como referendário. Antes de 16 de abril de 1796, foi nomeado assistente do decano do Colégio de Juízes do Tribunal da Assinatura Apostólica de Justiça, Pio Antonio Martínez. Auditor do mordomo do Palácio Apostólico; ele voltou para Sarzana durante a ocupação francesa; mais tarde, ele voltou para a corte papal.
Ordenado em 13 de novembro de 1796, Sarzana. Após a ocupação francesa de Roma, foi encarregado pelo Cardeal Secretário de Estado Giuseppe Doria de preparar o exílio do Papa Pio VI em Siena e, posteriormente, no mosteiro cartuxo de Florença; ele se estabeleceu perto do papa e em junho de 1798, tornou-se mordomo papal, sucedendo ao duque Luigi Braschi.
Eleito arcebispo titular de Corinto, em 10 de junho de 1798; O Papa Pio VI o nomeou durante a viagem de Roma à França, após a proclamação da República Romana; ele foi convidado a ir à Siena e depois a Florença para anunciar a chegada do papa. Consagração em 30 de setembro de 1798, igreja do mosteiro cartuxo de Florença, na presença do papa, pelo cardeal Francisco Antonio de Lorenzana y Butrón, arcebispo de Toledo, auxiliado por Antonio Maria Odescalchi, arcebispo titular de Iconio, núncio na Toscana, e por Fabrizio Selvi, bispo de Grossetto. Quando o Papa Pio VI teve que deixar Roma em 20 de fevereiro de 1798, o Arcebispo Spina recebeu do Bispo Michele di Pietro plenos poderes como delegado apostólico de Roma (governador sede vacante). Assistente do Trono Pontifício, 21 de outubro de 1798. Acompanhou o Papa Pio VI a partir de 27 de março de 1799, em sua deportação para a França por ordem do Diretório; eles foram separados em Briançon em 30 de abril; pouco depois, foi autorizado a juntar-se novamente ao papa após ter sido instalado em Valence em 14 de julho de 1799. Ele administrou os últimos ritos ao Papa Pio VI em Valence e o assistiu até sua morte em 29 de agosto de 1799, e cuidou do enterro do papa na capela da cidadela; e depois, no cemitério de Valence, em 30 de janeiro de 1800. Em Valence, em outubro de 1799, conheceu o general Napoleão Bonaparte, em seu retorno do Egito. Ele foi a Veneza e levou para o conclave de 1799-1800, na qualidade de executor, o Anel do Pescador do falecido papa. Após a primeira restauração do governo papal em Roma, o Papa Pio VII nomeou-o, antes de 16 de abril de 1800, pró-secretário da Congregação para os Negócios da França. A pedido do primeiro cônsul, Napoleão Bonaparte, foi escolhido para liderar a Paris a delegação pontifícia nas negociações do acordo legal com a Santa Sé. Ele deixou Roma em 21 de setembro de 1800; juntou-se ao cardeal Carlo Giuseppe Filippa della Martiniana em Verceil em 5 de outubro, onde se juntou a eles o teólogo servita e futuro cardeal Carlo Francesco Maria Caselli; chegaram secretamente a Paris em 5 de novembro. Devido à lentidão das negociações conduzidas com o abade Étienne-Alexandre Bernier, representante de Bonaparte, o cardeal Ercole Consalvi juntou-se a eles pessoalmente em Paris em 20 de junho de 1801; o acordo legal foi assinado em 15 de julho. Após a assinatura do acordo, ocorreu a repatriação dos restos mortais do Papa Pio VI; o falecido pontífice fez o arcebispo Spina prometer trazer seu corpo de volta a Roma; os restos mortais foram exumados em 25 de dezembro de 1801; o caixão deixou Valence em 11 de janeiro de 1802 e chegou a Roma por mar, via Marselha e Gênova; o funeral solene ocorreu na basílica patriarcal do Vaticano em 17 e 18 de fevereiro de 1802.
Criado cardeal e reservado in pectore no consistório de 23 de fevereiro de 1801; publicado no consistório de 29 de março de 1802; recebeu chapéu vermelho, 1º de abril de 1802; e o título de S. Agnese fuori le mura, 24 de maio de 1802. Transferido para a sede metropolitana de Gênova, 24 de maio de 1802; a República de Gênova havia sido anexada ao Império Francês. Mais tarde, ele foi nomeado pelo imperador Napoleão I Bonaparte capelão da princesa Pauline Borghèse. Ele foi chamado a Paris na primavera de 1810; esteve entre os onze "cardeais vermelhos" que compareceram ao segundo casamento do imperador em 2 de abril. No ano seguinte, participou do Conselho Nacional dos Bispos Franceses, em Paris de 5 de junho a 17 de agosto de 1811; ele se esforçou para obter a libertação do Papa Pio VII de sua prisão em Savone. Voltou a Gênova e pronunciou nos primeiros dias da segunda restauração uma homilia na qual expressava publicamente excessiva bondade para com o imperador. Em 16 de março de 1815, foi nomeado examinador dos bispos em direito canônico. Algumas semanas depois, ele hospedou o Papa Pio VII durante a viagem que o pontífice fez a Gênova de 22 de março a 7 de junho de 1815, durante os Cem Dias. Administrador apostólico de sua diocese natal de Brugnato, Luni et Sarzana, 12 de setembro de 1815. Legado apostólico na cidade e província de Forlì, 6 de setembro de 1816. Renunciou ao governo pastoral da arquidiocese de Gênova, 13 de dezembro de 1816. Legado apostólico em Bolonha, 11 de agosto de 1818. Optou pela ordem dos bispos e pela sé suburbicária de Palestrina, 21 de fevereiro de 1820. Foi nomeado plenipotenciário da Santa Sé nos congressos diplomáticos de Lubiana (Laibach) em maio de 1821; e de Verona em outubro de 1822. Participou do Conclave de 1823, que elegeu o Papa Leão XII. Ele foi chamado de volta a Roma pelo Papa Leão XII e substituído à frente da legação de Bolonha antes de 1º de dezembro de 1824. Prefeito do Supremo Tribunal da Assinatura Apostólica em 15 de janeiro de 1825. Em 14 de dezembro de 1827, foi nomeado protetor da congregação de Montecassino da Ordem de São Bento.
Morreu em Roma em 13 de novembro de 1828, após uma breve doença de febres. Exposto na igreja de S. Andrea delle Fratte, Roma, onde ocorreu o funeral; e enterrado na catedral de Palestrina.